# Coppa d'Asia (calcio a 5)
La Coppa d'Asia (in inglese AFC Futsal Asian Cup) è la più importante competizione calcettistica per selezioni nazionali organizzato dalla Asian Football Confederation. Il torneo si svolge dal 1999 ogni due anni. Oltre a designare il campione continentale, la manifestazione vale anche come torneo di qualificazione alla fase finale della FIFA Futsal World Cup. Fino al 2021 la denominazione della competizione era "AFC Futsal Championship".

## Storia
Il trofeo nelle prime edizioni ha ospitato tutte le nazionali iscritte, questa modalità si è protratta sino al 2005 compreso, quando il numero delle nazionali è diventato talmente elevato che a partire dall'edizione 2006 è stato introdotto un girone di qualificazione, facendo scendere le partecipanti alla fase finale a 16. La manifestazione nel corso degli ultimi anni una ha visto sempre più affluenza di partecipanti.
La nazione più titolata è l'Iran che ha vinto 13 edizioni del torneo, di cui 7 consecutive, ed è l'unica nazionale ad essere presente nel podio di tutte le edizioni disputate. Lo segue il Giappone con 4 successi. Il Giappone è anche la seconda squadra più presente all'atto conclusivo del campionato asiatico, avendo giocato 10 finali in totale di cui 6 consecutive tra il 2002 e il 2007.

## Edizioni
| Anno          | Ospitante                 | Finale     | Finale                  | Finale        | Finale 3º posto | Finale 3º posto         | Finale 3º posto |
| Anno          | Ospitante                 | Vincitore  | Risultato               | Secondo posto | Terzo posto     | Risultato               | Quarto posto    |
| ------------- | ------------------------- | ---------- | ----------------------- | ------------- | --------------- | ----------------------- | --------------- |
| 1999 Dettagli | Kuala Lumpur Malaysia     | Iran       | 9 – 1                   | Corea del Sud | Kazakistan      | 2 – 2 (dts) 4 – 3 (dtr) | Giappone        |
| 2000 Dettagli | Bangkok Thailandia        | Iran       | 4 – 1                   | Kazakistan    | Thailandia      | 8 – 6                   | Giappone        |
| 2001 Dettagli | Teheran Iran              | Iran       | 9 – 0                   | Uzbekistan    | Corea del Sud   | 2 – 1                   | Giappone        |
| 2002 Dettagli | Giacarta Indonesia        | Iran       | 6 – 0                   | Giappone      | Thailandia      | 4 – 2                   | Corea del Sud   |
| 2003 Dettagli | Teheran Iran              | Iran       | 6 – 4                   | Giappone      | Thailandia      | 8 – 2                   | Kuwait          |
| 2004 Dettagli | Macao                     | Iran       | 5 – 3                   | Giappone      | Thailandia      | 3 – 1                   | Uzbekistan      |
| 2005 Dettagli | Ho Chi Minh Vietnam       | Iran       | 2 – 0                   | Giappone      | Uzbekistan      | Non disputata           | Kirghizistan    |
| 2006 Dettagli | Tashkent Uzbekistan       | Giappone   | 5 – 1                   | Uzbekistan    | Iran            | 5 – 3                   | Kirghizistan    |
| 2007 Dettagli | Hyogo e Osaka Giappone    | Iran       | 4 – 1                   | Giappone      | Uzbekistan      | 5 – 3                   | Kirghizistan    |
| 2008 Dettagli | Bangkok Thailandia        | Iran       | 4 – 0                   | Thailandia    | Giappone        | 5 – 3                   | Cina            |
| 2010 Dettagli | Tashkent Uzbekistan       | Iran       | 8 – 3                   | Uzbekistan    | Giappone        | 6 – 1                   | Cina            |
| 2012 Dettagli | Dubai Emirati Arabi Uniti | Giappone   | 6 – 1                   | Thailandia    | Iran            | 4 – 0                   | Australia       |
| 2014 Dettagli | Ho Chi Minh Vietnam       | Giappone   | 2 – 2 (dts) 3 – 0 (dtr) | Iran          | Uzbekistan      | 2 – 1                   | Kuwait          |
| 2016 Dettagli | Tashkent Uzbekistan       | Iran       | 2 – 1                   | Uzbekistan    | Thailandia      | 8 – 0                   | Vietnam         |
| 2018 Dettagli | Taipei Taipei cinese      | Iran       | 4 – 0                   | Giappone      | Uzbekistan      | 4 – 4 (dts) 2 – 1 (dtr) | Iraq            |
| 2020 Dettagli | Aşgabat Turkmenistan      | Cancellato | Cancellato              | Cancellato    | Cancellato      | Cancellato              | Cancellato      |
| 2022 Dettagli | Al-Kuwait Kuwait          | Giappone   | 3 – 2                   | Iran          | Uzbekistan      | 8 – 2                   | Thailandia      |
| 2024 Dettagli | Bangkok Thailandia        | Iran       | 4 – 1                   | Thailandia    | Uzbekistan      | 5 – 5 (dts) 3 – 1 (dtr) | Tagikistan      |

## Medagliere
| Posiz. | Nazione       | Oro | Argento | Bronzo | Totale |
| ------ | ------------- | --- | ------- | ------ | ------ |
| 1      | Iran          | 13  | 2       | 2      | 17     |
| 2      | Giappone      | 4   | 6       | 2      | 12     |
| 3      | Uzbekistan    | 0   | 4       | 6      | 10     |
| 4      | Thailandia    | 0   | 3       | 5      | 8      |
| 5      | Corea del Sud | 0   | 1       | 1      | 2      |
| 5      | Kazakistan    | 0   | 1       | 1      | 2      |
| 7      | Kirghizistan  | 0   | 0       | 1      | 1      |